# Legión del Mal
La Legión del Mal o Legion of Doom es un grupo de supervillanos que se originaron en Challenge of the Superfriends, una serie animada de Hanna-Barbera basada en la Liga de la Justicia de DC Comics.  Desde entonces, Legión del Mal se ha incorporado al Universo principal de DC, apareciendo en cómics, así como en otras adaptaciones animadas y de acción real, y también en videojuegos.

## Historia
En cada episodio de Challenge of the Superfriends en el que aparecían, la Legión del Mal representaba un complot contra los Superamigos y un complot para apoderarse del mundo sólo para encontrarse con la derrota al final de la historia. En algunos episodios, escaparían de la captura mediante un plan de escape de último minuto ideado a menudo por Luthor. Otras veces, la Legión del Mal (o partes de ella) terminaría arrestada.
El episodio «History of Doom» mostró que su líder, Lex Luthor reunió a doce supervillanos para formar el grupo más poderoso y siniestro que el mundo jamás haya visto.

## Desarrollo
Cuando se concibió originalmente la temporada del Desafío de los Superamigos, se llamó Batalla de los Superhéroes y contó con la presentación del Capitán Marvel a los Súper Amigos. El grupo que desafió a los héroes se llamaría «Liga del Mal», liderado por el enemigo del Capitán Marvel, el Doctor Sivana. Sin embargo, Filmation estaba produciendo ¡Shazam! y Las nuevas aventuras de Batman que impidió el uso de personajes como Mister Atom, King Kull, Beautia Sivana, Joker, Penguin, Mr. Freeze y Catwoman. El arte conceptual temprano dibujado por Alex Toth también incluyó Heat Wave, Poison Ivy y Abra Kadabra . 

## El Salón de la Perdición
La sede de la Legión del Mal era el Hall of Doom que estaba ubicado en Slaughter Swamp (en las afueras de Gotham City). La instalación, que se parece al casco de Black Manta, podría bajarse o elevarse sobre la superficie del agua del pantano. Podría volar o entrar al espacio utilizando cohetes. La movilidad del Salón de la Perdición se podía controlar mediante control remoto ayudando a la Legión a escapar en varias ocasiones. Sus defensas incluían armas láser y la capacidad de viajar en el tiempo.
En «Doomsday» después de Sinestro, Black Manta y Cheetah son abandonados por el resto de la Legión después de que toman el control de un dispositivo mental. Lo usan para crear otro Salón de la Perdición, que ataca al original y permite capturar a la Legión. 
En «History of Doom», se muestra la construcción del Salón en un granero justo después de que se formara la Legión. Black Manta propone tenerlo en el océano, Captain Cold propone tenerlo debajo de los casquetes polares y Gorilla Grodd propone tenerlo en la jungla. Como compromiso, Lex Luthor decide tenerlo dentro de las aguas de Slaughter Swamp mientras lo llevan en avión a ese lugar.

## Miembros
Había trece miembros de la Legión del Mal:
| Miembro        | Alter ego              | Descripción                                                                                            | Potestades | Enemigo tradicional                | Voz                         |
| -------------- | ---------------------- | --- | --- | ---------------------------------- | --------------------------- |
| Bizarro        | Tnek Kralc             | Duplicado retorcido de Superman creado a partir de un rayo de duplicación por Lex Luthor en la Tierra. | Igual que Superman, pero a menudo se comporta de una manera errática e irracional, como rayos congelados de sus ojos y aliento llameante en contraposición al rayo de calor y aliento helado de Superman. | Superhombre                        | William Callaway            |
| Manta negra    | David Hyde             | Buzo de aguas profundas y aspirante a conquistador de océanos.                                         | Fuerza mejorada, capacidad para respirar en el agua (a través de branquias artificiales), equipos de alta tecnología, rayos láser.                                                                        | Aquaman                            | Ted Cassidy                 |
| Cerebrito      | Vril Dox               | Android alienígena malvado.                                                                            | Superinteligencia, tecnología avanzada. | Superhombre                        | Ted Cassidy                 |
| Capitán Frío   | Leonard Snart          | Maestro de las bajas temperaturas con traje azul.                                                      | Pistolas de rayos de cero absoluto. | Destello                           | Dick Ryal y Michael campana |
| Guepardo       | Priscila Rich          | Mujer con traje de guepardo.                                                                           | Reflejos felinos, guantes con puntas de garras. | Mujer Maravilla                    | Marlene Aragón              |
| Gigante        | Doris Zeul             | Robó el polvo mágico del Jefe Apache para duplicar sus poderes.                                        | Capacidad de crecer, súper fuerza en forma gigante. | Mujer Maravilla y Jefe Apache      | Ruth Forman                 |
| Gorila Grodd   | Grodd                  | Exilio megalómano de Gorilla City .                                                                    | Superinteligencia, máxima fuerza de gorila. | Destello                           | Stanley Ralph Ross          |
| Lex Luthor     | Ninguno                | Científico loco y fundador / líder de la Legión del Mal                                                | Genio malvado, armamento muy avanzado. | Superhombre                        | Stanley Jones               |
| Acertijo       | Edward Nygma           | Utiliza acertijos para burlarse y confundir a los adversarios mientras comete crímenes.                | Creación de rompecabezas, resolución de problemas, genio malvado súper inteligente, trampas y artilugios con temas de rompecabezas.                                                                       | Batman y Robin                     | Michael Campana             |
| Espantapájaros | jonathan grúa          | Utiliza su gas del miedo para hacer realidad los peores miedos de la gente.                            | Gas del miedo | batman y robin                     | Don Mesick                  |
| Sinestro       | Thaal Sinestro         | Ex-Linterna Verde renegado.                                                                            | Anillo de poder amarillo | Linterna Verde                     | Vic Perrin Y Don Messick    |
| Salomón Grundy | Ciro Oro               | Un gánster con superpoderes revivió como zombi en Slaughter Swamp.                                     | Gran fuerza, invulnerabilidad. | Linterna Verde, Batman y Superman. | Jimmy Weldon                |
| Juguetero      | Jackson «Jack» Nimball | Se viste como un bufón y utiliza tácticas basadas en juguetes.                                         | Crea juguetes destructivos. | Superhombre                        | Frank Welker                |

- A pesar de que la secuencia inicial de Challenge of the Superfriends afirma que los miembros de la Legión se habían «unido desde galaxias remotas», diez de los trece son nativos de la Tierra; sólo Brainiac (de Colu), Bizarro (de Bizarro World) y Sinestro (de Korugar) son extraterrestres.
- El episodio «Super Friends: Rest In Peace» hace una referencia a un exmiembro invisible de la Legión del Mal, la única vez que se hace tal referencia. Este era el Doctor Natas, el inventor del cristal Noxium que tenía el poder de destruir a todos los Súper Amigos, como imitar la Kryptonita para Superman y la energía amarilla para Green Lantern. Los Súper Amigos sabían de este cristal y engañaron a la Legión del Mal haciéndoles creer que los había matado a todos usando androides dobles de los Súper Amigos mientras los reales se escondían en su estación espacial. Anticiparon que la Legión del Mal tiraría el cristal cuando ya no lo necesitaran. El cristal fue recuperado por el Jefe Apache con un traje de materiales peligrosos y lanzado al espacio profundo. No se explicó qué pasó con el doctor Natas.
- Antes de la primera aparición televisiva de Legión del Mal, un grupo llamado Super Foes apareció en el primer número del cómic Super Friends (noviembre de 1976). Entre sus miembros figuraban el Juguetero, el Pingüino, la Hiedra Venenosa, Cheetah, Human Flying Fish y sus protegidos Toyboy, Chick, Honeysuckle, Kitten y Sardine, respectivamente, de acuerdo con el tema de los aprendices como Wendy, Marvin y Wonder Dog .

## Otros episodios de Legión
Si bien Challenge of the Superfriends fue la serie que destacó a Legión del Mal, aparecen en algunos cortos de Super Friends :
- «El síndrome de Krypton»: después de que Superman salva a Krypton en el pasado, regresa a un presente alternativo. Robin menciona que los Super Amigos fueron derrotados por la Legión del Mal.
- «Dos gleeks son más mortales que uno»: aunque solo aparecen Giganta y Gorilla Grodd, se menciona a Legión del Mal donde los Super Amigos investigan los rumores de que Legión del Mal se están volviendo a unir. Como en «Super Friends: Descanse en paz», los Super Friends usaron androides para engañar a Giganta y Gorilla Grodd haciéndoles creer que fueron destruidos.
- «The Revenge of Doom» (corto de Super Friends ): Los 13 miembros de Legión del Mal aparecen después de volver a estar juntos, pero solo Lex Luthor, Sinestro y Solomon Grundy tienen diálogo. En esta aparición, rescataron el Salón de la Perdición disfrazados de trabajadores de la construcción con el encubrimiento de que iban a convertirlo en un museo. Batman y Robin se encontraron con los «trabajadores de la construcción» y exigieron ver su permiso, lo cual obtuvieron después de haber sido obtenido por el Departamento de Parques. Cuando se mencionó que los Super Amigos retiraron los motores de iones, lo que lo habría convertido en el primer museo volador, el Dúo Dinámico sospecha que los trabajadores de la construcción se enteraron de la operación ultrasecreta, ya que el trabajador principal de la construcción afirma que la información de eso podría haberse filtrado a las noticias. Con la trama expuesta, Lex Luthor y la Legión del Mal se despojan de sus disfraces y capturan a Batman y Robin. Tras renovar la Legión del Mal y equiparla con nuevas armas, han desarrollado un rayo cristalizador para inmovilizar a Superman y Wonder Woman. Batman y Robin finalmente escapan, revierten los efectos del rayo cristalizador sobre Superman y Wonder Woman y capturan a la Legión de la Perdición.

Los miembros del equipo tienen apariciones en solitario en episodios posteriores.
Lex Luthor aparece en:
- «Lex Luthor Strikes Back» (The World's Greatest Super Friends): utilizando una cámara especial que le permitiría disfrazarse de todos, Lex Luthor escapa de la prisión.
- «No Honor Among Thieves Super Friends» ( Super Friends: The Legendary Super Powers Show ): Lex Luthor colabora con Darkseid para robar los poderes de los Super Amigos.
- «The Case of the Shrinking Super Friends» ( Super Friends: The Legendary Super Powers Show ): Lex Luthor usa un rayo retráctil para encoger a los Wonder Twins, Gleek, Robin, Ronnie Raymond y el profesor Martin Stein.
- «The Mask of Mystery» ( Super Friends: The Legendary Super Powers Show ): Lex Luthor roba datos que el incompetente aspirante a superhéroe Capitán Mystery había extraído de las computadoras del Salón de la Justicia para atrapar a los Super Amigos.
- «The Seeds of Doom» ( The Super Powers Team: Galactic Guardians ): Lex Luthor ataca la ciudad en una araña mecánica gigante antes de ser derrotado por el Super Powers Team y Cyborg.

Brainiac aparece en:
- «Superclones» (corto de Super Friends ): Brainiac clona a Aquaman y El Dorado creando contrapartes supervillanas de ellos como parte de un complot para desacreditar a los Super Friends.
- «The Wrath of Brainiac» ( Super Friends: The Legendary Super Powers Show ): Brainiac colabora con Darkseid para crear versiones para Android de Superman y Wonder Woman. A partir de aquí, Brainiac adopta una forma más robótica desde esta aparición hasta que Brainchild coincide con su contraparte cómica actual en ese momento.
- «The Village of Lost Souls» ( Super Friends: The Legendary Super Powers Show ): Brainiac le lava el cerebro a un pueblo de personas para que le sirvan y le ayuden a reconstruir su nave.
- «Brainchild» ( El equipo de superpoderes: Guardianes galácticos ): Brainiac secuestra a Cyborg para un malvado plan «alucinante».

Bizarro aparece en:
- «Revenge of Bizarro» (corto de Super Friends ): Bizarro convierte a los Super Friends en sus esclavos. También usa Krytonita Roja en Superman, lo que le hace brotar muchos brazos y piernas.
- «Bazarowurld» (corto de Super Friends ): Bizarro engaña a Superman y Black Vulcan para que vayan a Bazarowurld, donde Black Vulcan se coloca en un laberinto de espejos y Superman se coloca en una mina de kriptonita roja, donde se convierte en una figura delgada.
- «Video Victims» (corto de Super Friends ): Bizarro introduce a algunos de los Super-Friends en un videojuego similar a Pac-Man en el que él controla la criatura parecida a Pac-Man.
- «The Bizarro Super Powers Team» ( The Super Powers Team: Galactic Guardians ): Mister Mxyzptlk trae a Bizarro #1 a la Tierra, donde utiliza un invento que crea versiones Bizarro de Wonder Woman, Firestorm y Cyborg. Más tarde, accidentalmente crea una versión Bizarro de Mister Mxyzptlk llamada Mister Kltpzyxm.

Riddler aparece en:
- «Around the World in 80 Riddles» (corto de Super Friends ): Riddler se infiltra en la Baticueva y rocía a Superman, Wonder Woman, Batman y Robin con Stupid Spray que disminuiría su inteligencia y tuvo que resolver cada acertijo que conduciría a la ubicación de el antídoto.

Scarecrow hace una aparición en el episodio «The Fear» de The Super Powers Team: Galactic Guardians y al mismo tiempo presenta su nombre real, Jonathan Crane.

## Apariciones en cómics
Los miembros de Legión del Mal hicieron algunas apariciones en el cómic derivado de Super Friends basado en la serie de televisión:
- Una versión de Legión del Mal apareció en Extreme Justice # 16-18 (mayo-julio de 1996), dirigida por Brainwave Jr., durante una época en la que se había convertido en villano. Los otros miembros eran Killer Frost, Houngan, Major Force, Madmen y un robot duplicado de Gorilla Grodd . [5] [6]
- La miniserie de cómics de DC de 2006, Justice, presenta una versión de Legion of Doom.  El artista y conspirador de la serie Alex Ross es un apasionado fanático de Super Friends . Además de Lex Luthor , Bizarro , Black Manta , Brainiac , Captain Cold , Cheetah , Giganta , Gorilla Grodd , Riddler , Scarecrow , Sinestro , Solomon Grundy y Toyman , esta versión de Legion of Doom también cuenta con Black Adam , Metallo , Clayface . , Parasite y Poison Ivy como miembros. Joker y Doctor Sivana también hacen apariciones. Sivana emplea robots microscópicos que se parecen a Mister Mind .
- El Salón de la Perdición sirve como sede de la Liga de la Injusticia en Justice League of America: Injustice League Unlimited (aunque este Salón está ubicado en los pantanos de Florida).
- La sede de la Liga de la Justicia en el futuro del arco de los Reyes Hechiceros en Superman/Batman es el Salón de la Perdición.
- Una versión alternativa del equipo apareció en la miniserie Flashpoint: Legion of Doom , parte del evento Flashpoint de toda la empresa. Esta iteración del equipo estaba formada por supervillanos internados en «Doom Prison», que tiene su sede en la sede de la Legión de Super Friends . La membresía estaba formada por Heat Wave , Plastic Man , Sportsmaster , Killer Wasp y Cluemaster .
- Una nueva Legion of Doom dirigida por Superboy-Prime apareció en una historia de Teen Titans que se desarrolló entre los números 98 y 100.  La lista estaba formada por Sun Girl , Headcase, Persuader (Elise Kimble), Indigo , Zookeeper , tres clones de Superboy y un impostor Inertia .
- La Legion of Doom (menos Toyman, Riddler, Giganta, Captain Cold y Black Manta) redujo a los Super Amigos mientras aparecían como Rainbow Ghosts en «Un Super Friend in Need» en las páginas de Scooby-Doo. En equipo .
- En la miniserie Superpoderes , Lex Luthor presenta una Legion of Doom con Bizarro, Black Manta, Brainiac, Captain Cold, Cheetah, Gorilla Grodd, Pryme , Riddler, Scarecrow, Sinestro y Starro . En lugar de reunirse en el Salón de la Perdición, tienen una fortaleza de kriptonita basada en la Fortaleza de la Soledad y situada sobre el océano.
- En la miniserie Kingdom Come , el «gulag» construido por Mister Miracle para encarcelar a los héroes más jóvenes y violentos tiene un gran parecido con el Salón de la Perdición. Su guardián era el Capitán Cometa , y estaba custodiado por robots con propulsión kryptoniana hasta que una revuelta y el Capitán Marvel lo destruyeron.
- En Superman # 43 (mayo de 2018), la Bizarro Legion of Doom en la Tierra-29 fue llamada Legion of Fun. Incluía versiones Bizarro de Black Manta, Captain Cold, Cheetah, Giganta, Poison Ivy, Lex Luthor, Riddler, Scarecrow, Toyman, Sinestro (Green Lanturn), Gorilla Grodd (Gorilla-Odd), Joker (Jo-Cryer), Brainiac ( Nobrainz) y Solomon Grundy (Solomon Grundzarro).
- El primer arco del relanzamiento de la Liga de la Justicia de Scott Snyder y Jim Cheung para DC Rebirth presenta a Legion of Doom como los principales antagonistas. El grupo está formado por Lex Luthor, Sinestro, Cheetah, Gorilla Grodd, Brainiac y Turtle . Los ex miembros incluyen a Black Manta y Joker , ambos excomulgados debido a sus propios motivos ocultos.  Siguiendo el consejo de Batman Who Laughs , la Legión destruyó el Muro de la Fuente y descubrió al ser galáctico más poderoso de la Sexta Dimensión llamado Perpetua, que es la madre de Monitor , Anti-Monitor y World Forger. Pronto entran en acción durante el evento «Año del Villano». Para prepararse para una guerra total con la Liga de la Justicia, Luthor también recluta a varios villanos para su causa, incluidos Bizarro de Tierra 29 , Black Adam, Black Manta, Black Mask, Captain Cold, Catwoman, Circe y su Injustice League Dark (compuesta por Floronic) . Man, Solomon Grundy, Klarion the Witch Boy y Papa Midnite), Deathstroke, Harley Quinn, Heat Wave, Lobo , Mr. Freeze, Ocean Master, Oracle III, Ra's al Ghul, Red Hood, Riddler, Talon y los Terribles de Tierra 29 (compuesta por Mister Terrible, Change-O-Shape-O, Figment Girl y Desechable Man). Esta Legión reaparece en «Dark Crisis on Infinite Earths» y está compuesta por Lex Luthor, Vandal Savage, Punchline, Cheetah, Gorilla Grodd, Black Manta, Sinestro, Scarecrow and the Rogues (Captain Cold, Heat Wave, Golden Glider, Capitán Boomerang y Mago del Tiempo)
  - Como parte del sello Wonder Comics, Wonder Twins presentó una versión de Legion of Doom. Dirigida por Lex Luthor, la Legion of Doom eliminó al Scrambler de sus filas después de que fue encarcelado. Después de su fuga, Scrambler fue colocado en la liga agrícola de la Legión conocida como la Liga de la Molestia. Mantis religiosa lidera la Liga de la Molestia, que también incluía a la tía Phetamine, Cell Phone Sylvia, el Conde Drunkula/Baron Nightblood, Malingerer y Filo Math. Si bien la lista de la Legión no fue revelada, el grupo organizó una reunión de villanos en el segundo mejor hotel del oeste que incluyó a Cheetah, Chronos, Electrocutioner, Giganta, Human Flame, Joker's Daughter, Killer Moth, Kite-Man, Metallo, Mr. Freeze, Parasite, Professor Ivo, Professor Pyg , Prometheus, Queen Bee, Rainbow Raider, Red Flag, Scarecrow, Scavenger, Sonar, Trickster y Toyman.

- Se presenta una versión futura de Legion of Doom en «Future State» dirigida por TO Morrow que incluía a Amaz-X, Cobalt Blue, Despera, The Flood, Professor Ivo, Lex Luthor, Screech Owl y UltraViolet Lantern.
- En The Flash # 770-771, Wally West viajó al universo de Super Friends donde habitó el cuerpo de Reverse-Flash mientras era incluido en la Legion of Doom.
- En la serie Harley Quinn: La serie animada - ¡Legión de murciélagos! , Poison Ivy aceptó la oferta de Lex Luthor de liderar Legion of Doom y decidió reinventar el grupo como Ladies Of Doom (más tarde Ladies And Nonbinaries Of Doom). Este equipo incluía a Knockout, Livewire, Nightfall, Porcelain y Queen Bee. Al final de la serie, todos menos Porcelain y Queen Bee dimitieron.

## En otros medios

### Televisión
- La Legión del Mal aparece en Legends of the Superheroes, dirigida por Mordru y formada por el Doctor Sivana, Riddler, Giganta, Sinestro, Weather Wizard y Solomon Grundy .
- Si bien nunca se hace referencia directa como tal en Justice League Unlimited, y solo la caja del DVD para la tercera temporada lo hace explícitamente, [7] la Legión del Mal sirvió como inspiración para la Sociedad Secreta, que originalmente está dirigida por Gorilla Grodd antes que Lex. Luthor toma el control y también incluye a Bizarro, Devil Ray, Cheetah, Giganta, Sinestro y Toyman entre sus filas. El productor de la serie Bruce Timm dijo que quería incluir a Riddler y Scarecrow como miembros como un guiño a la Legión original, [8] pero no pudo hacerlo debido al «Bat-embargo», que limitaba el uso de personajes relacionados con Batman. En el momento. Al final de la serie, Luthor, Bizarro, Cheetah, Giganta, Toyman y Sinestro, entre otros, sobreviven a un ataque de Darkseid antes de unir fuerzas con la Liga de la Justicia para frustrar su invasión de la Tierra. Al final, Luthor desaparece con Darkseid después de encontrar la Ecuación Anti-Vida, mientras que los otros supervivientes reciben a cambio una «ventaja de cinco minutos». De esta aparición final, el escritor de la serie Matt Wayne declaró que conscientemente intentó reunir a tantos de los trece legionarios originales como pudo, citando esta página de Wikipedia en inglés como una fuente. [lower-alpha 1]
- La Legión del Mal aparece en el episodio «Triumvirate of Terror!» de Batman: The Brave and the Bold, que consta de Lex Luthor, el Joker, el Cheetah, Weather Wizard, Felix Faust y Amazo .
- La Legión de la Perdición aparece en el especial de DC Comics Robot Chicken, que consta de los trece legionarios originales, el Joker, Penguin, el trabajador de la sala de correo Glen, Aquaman, Bane, Catwoman, Two-Face, Icicle, Mirror Master, Harley Quinn, Deathstroke, Mr. Freeze, Mister Banjo, Chillblaine, Darkseid y Robot Chicken, personaje original Humping Robot.
- En Los Jóvenes Titanes en Acción! En el episodio «Snuggle Time», los Jóvenes Titanes deciden convertirse en supervillanos y convertirse en la «Legion of Doooom», con Starfire convirtiéndose en Starfire the Terrible, Cyborg convirtiéndose en The Cyborg, Raven convirtiéndose en el Demonio de Azarath, Robin convirtiéndose en Dick Gravestone y Beast Boy convirtiéndose en Monstruo Bestia.
- La Legión del Mal aparece en Robot Chicken DC Comics Special 2: Villains in Paradise, compuesto por Lex Luthor, Bizarro, Poison Ivy, Black Manta, el Joker, el Pingüino, Brainiac, Captain Cold, Scarecrow, Gorilla Grodd, Sinestro, Catwoman, Riddler, Toyman y Two-Face como miembros destacados, así como Weather Wizard, Black Adam, Darkseid, Harley Quinn, Mr. Freeze, Professor Zoom, Starro, Killer Croc y Clayface, quienes hacen cameos.
- La Legión del Mal aparece en Robot Chicken DC Comics Special III: Magical Friendship, compuesto por Lex Luthor, Sinestro, Two-Face, Poison Ivy, Catwoman, el Pingüino y el Joker. Además, también aparecen múltiples encarnaciones de la Legión de todo el multiverso.
- La Legión del Mal aparece en la segunda temporada de Legends of Tomorrow, liderada por Reverse-Flash y formada por Damien Darhk, Malcolm Merlyn y un Capitán Cold desplazado en el tiempo. Además, cuentan con la ayuda de un Rip Hunter con lavado de cerebro y una reacia Heat Wave .  Esta versión del grupo recibió su nombre del miembro de Legends , Nate Heywood, después de una caricatura que disfrutaba cuando era niño y buscaba la Lanza del Destino para alterar su destino. A pesar de tener éxito, son traicionados por Rory y derrotados por las Leyendas, quienes permiten que Black Flash borre a Thawne de la existencia antes de devolver a los otros legionarios a los puntos en el tiempo de los que Thawne los sacó sin ningún recuerdo de su tiempo con la Legión.
- La Legión del Mal aparece en Harley Quinn, [9] liderada por Lex Luthor y compuesta por el Joker, Scarecrow, Cheetah, Bane, Gorilla Grodd, Black Manta, Sinestro, Black Adam, Reverse-Flash, Toyman, Solomon Grundy, Metallo, Capitán Frío, el Parásito, Acertijo, Pingüino, Dos Caras, Man-Bat, Calendar Man, Killer Croc, Killer Frost, Felix Faust, Livewire, Maxie Zeus, Snowflame, Doctor Trap, Luciérnaga, Volcana, Terra, Tefé, y el Rey Gallo. Además, Doctor Psycho era originalmente miembro antes de ser expulsado del grupo por llamar a Wonder Woman y Giganta la «palabra C» en la televisión en vivo, lo que lo llevó a ponerse del lado de Harley Quinn, quien busca unirse a la Legión durante la primera temporada. Esta versión del grupo tiene su sede en Gotham y se describe como una comunidad solidaria de supervillanos de élite dedicados a hacer del mundo un lugar horrible, habiendo estado detrás de algunas de las tramas más malvadas del siglo XXI. En el episodio «El caballo y el gorrión», Luthor se acerca a Poison Ivy con una oferta para liderar la Legión a cambio de eliminar al Joker. A pesar de fracasar en la misión, ella acepta y recluta a Nora Fries como su asistente, a King Shark como jefe del departamento de TI, a Jim Gordon como guardia de seguridad y también a Frank the Plant. En «Getting Ice Dick, Don't Wait Up», Ivy se enfrenta a Volcana, Terra y Tefé como sus aprendices, los Desastres Naturales.

### Película
- La Legión del Mal aparece en Justice League: Doom, [10] [11] liderada por Vandal Savage y formada por Cheetah, Star Sapphire, Metallo, Bane, Mirror Master y Ma'alefa'ak . Tienen la intención de utilizar una erupción solar para acabar con la mitad de la humanidad, pero la Liga de la Justicia los frustra.
- La Legión del Mal aparece en JLA Adventures: Trapped in Time, formada por Lex Luthor, Toyman, Cheetah, Captain Cold, Black Manta, Solomon Grundy, Bizarro y Gorilla Grodd . La Legión viaja al pasado para eliminar a Superman, con la ayuda de Time Trapper . [12]
- La Legión del Mal aparece en Lego DC Comics Super Heroes: Justice League: Attack of the Legion of Doom, formada por Lex Luthor, Cheetah, Captain Cold, Sinestro, Black Manta y Gorilla Grodd, con el Joker, el Pingüino, Man . -Bat, Giganta y Deathstroke también aparecen como reclutas potenciales y todos son rechazados por varias razones. Esta versión del grupo fue formada por Luthor por orden de Darkseid .
- La Legión del Mal aparece en Justice League vs. Teen Titans, formada por Lex Luthor, Toymaster, Cheetah, Weather Wizard y Solomon Grundy.
- La Legión del Mal aparece en Lego DC Super Hero Girls: Super-Villain High, formada por Lena Luthor y Lashina, mientras que Harley Quinn, Catwoman, Poison Ivy, Frost y Cheetah se unen temporalmente.
- ¡La Legión del Mal aparece en Teen Titans Go! &amp; DC Super Hero Girls: Mayhem in the Multiverse, compuesto por Lex Luthor, el personaje original de la película Cythonna (con la voz de Missi Pyle ), Riddler, Solomon Grundy, Toyman, Giganta, Catwoman, Poison Ivy, Livewire, Star Sapphire, Cheetah y Harley Quinn.
- ¡La Legión del Mal aparece en un cartel representado en Scooby-Doo! ¡Y Krypto también! , formado por Lex Luthor, Riddler, Cheetah, Sinestro y Gorilla Grodd. Además, se dice que Giganta y el Joker son exmiembros y Harley Quinn una asociada.

### Videojuegos
- El Salón de la Perdición aparece en DC Universe Online . [13]
- La Legión del Mal aparece como personajes jugables en Lego Batman 3: Beyond Gotham, formada por Lex Luthor, el Joker, Cheetah, Firefly, Killer Croc y Solomon Grundy .
- La Legión del Mal aparece como personajes jugables en Lego DC Super-Villains, que consiste en Lex Luthor, Mercy Graves, el Novato, el Cheetah, Solomon Grundy, el Joker, Harley Quinn, Clayface, el Acertijo, el Espantapájaros, Catwoman, Dos- Face, el Pingüino, Capitán Frío, Ola de Calor, Mirror Master, Capitán Boomerang, Malcolm Merlyn, the Reverse-Flash, Killer Frost, Deadshot, Poison Ivy, Livewire, Gorilla Grodd, Sinestro, Black Adam, Deathstroke, Metallo, Firefly, Reloj Rey, Hombre Cometa, Hombre de Lunares, Tigre de Bronce, Doctor Veneno, Hombre Calendario, un Operativo OMAC, Psicopirata y Rey Condimento .

### Misceláneas
- La Legión del Mal aparece en The Aquaman &amp; Friends Action Hour como enemigos en quiebra de Aquaman.
- La Legión del Mal aparece en un show en vivo de Six Flags New England escrito por Brandon T. Snider, compuesto por Lex Luthor, el Joker, el Acertijo, el Cheetah, el Capitán Cold y Sinestro. [14]
- La Legión del Mal aparece en la secuencia de apertura de DC Super Friends : The Joker's Playhouse . [15]
- Cryptozoic Entertainment lanzó un paquete de expansión exclusivo de Kickstarter para su juego de construcción de mazos DC Justice League Dark con la Legión del Mal original de Hanna-Barbera. [16]